# Ursule (Sjenica)
Pour les articles homonymes, voir Ursule.
Ursule (en serbe cyrillique : Урсуле) est un village de Serbie situé dans la municipalité de Sjenica, district de Zlatibor. Au recensement de 2011, il comptait 328 habitants.

## Démographie

### Évolution historique de la population
| 1948 | 1953 | 1961 | 1971 | 1981 | 1991 | 2002 | 2011 |
| ---- | ---- | ---- | ---- | ---- | ---- | ---- | ---- |
| 856  | 911  | 920  | 784  | 757  | 582  | 326  | 328  |

|  |